# Lê Lợi

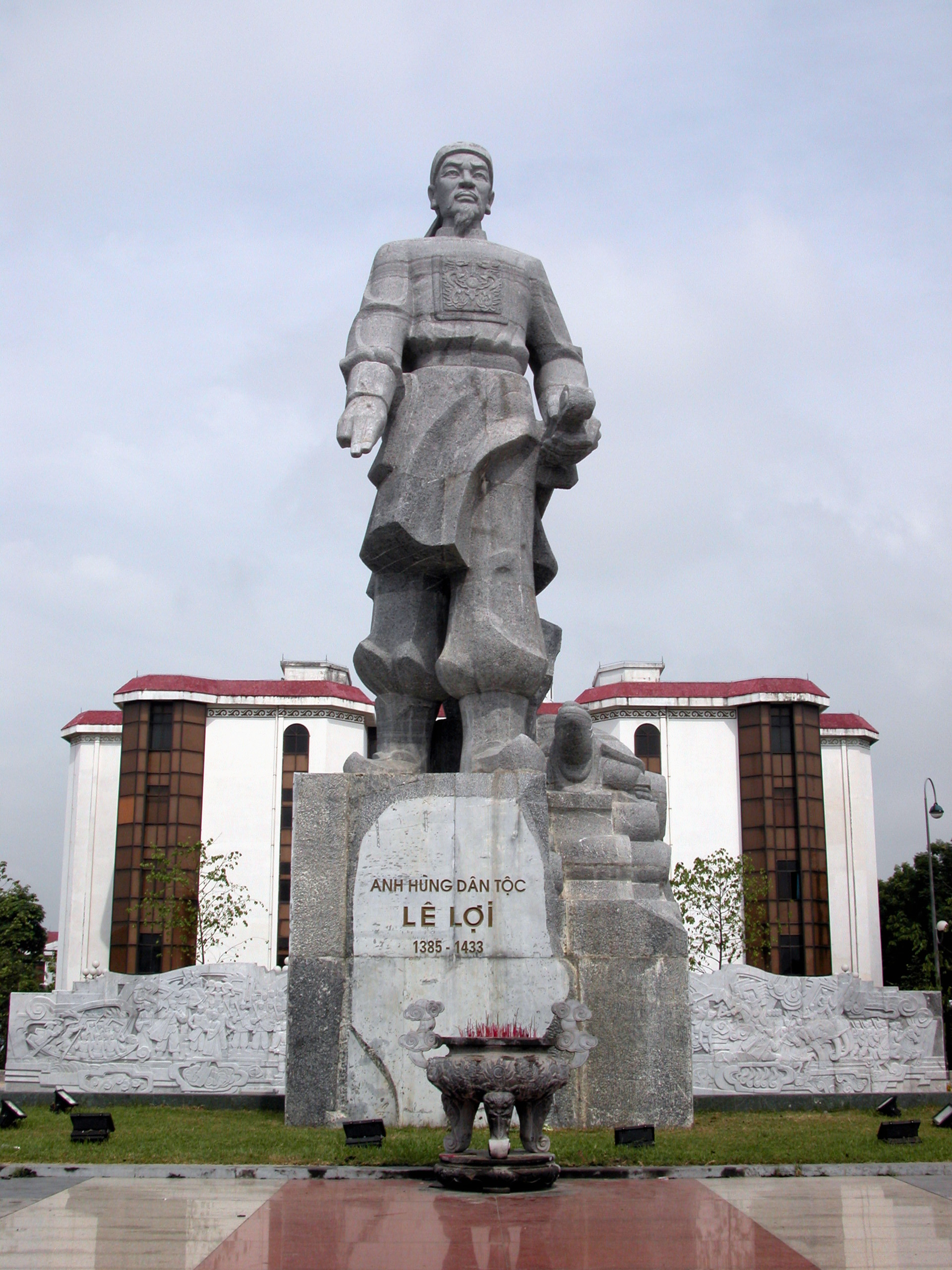
Staty av Le Loi utanför en regeringsbyggnad i hans födelseprovins Thanh Hoa.

Lê Lợi - 黎利; 1384/5 - 1433 var kejsare i Vietnam och grundaren av Ledynastin. Le Loi är en av de mest kända personligheterna från Vietnams medeltida historia och en av landets stora hjältar.

## Bakgrund
Le Loi var den yngste av tre bröder. Fadern var en adelsman i Lam Son (Nordvietnam). Staden låg i ett nykoloniserat område av Vietnam i vad som så småningom skulle bli provinsen Thanh Hoa. Lam Son hade grundats av Le Lois förfader på 1330-talet. Det är osäkert vilket år som Le Loi föddes, men de flesta historiker är eniga om att 1384 är ett rimligt årtal. Lam Son låg i Vietnams yttersta gränstrakter och sålunda längst från centralmaktens kontroll.
Tiderna var oroliga i Vietnam då Hodynastin 1400 till sist hade ersatt Trandynastin på tronen, och påbörjat en regeringsreform. Hodynastin blev inte långlivad, då medlemmar av Trândynastin vädjade om hjälp från den mäktiga kinesiska Mingdynastins dåvarande kejsare Yongle (永樂, på vietnamesiska Vĩnh Lạc). Denne sände en stor armé söderut och besegrade Hodynastin. Men istället för att återbörda makten till Trândynastin, så behöll Mingdynastin istället själv makten över Vietnam på samma sätt som Tangdynastin hade styrt över landet femhundra år tidigare.
I huvudstaden Hanoi mottogs Mingdynastin med viss glädje, men på landsbygden mötte de motstånd. Vietnameserna hävdar att Mingdynastin stal många värdefulla skatter från Vietnam, som ädelstenar, jade, gyllene konstföremål och böcker. Le Loi hävdade själv att han valde att revoltera mot kineserna när han personligen blev vittne till hur en vietnamesisk by förstördes av en militär styrka från Mingdynastin.

## Revolten (1418-1427)
Le Loi påbörjade sin kampanj mot Ming dagen efter Tet (vietnamesiskt nyår) i februari 1418. Han stöddes av flera framstående familjer från sin hemprovins Thanh Hoa, däribland familjerna Trinh och Nguyên. I inledningsskedet var Le Lois syfte att återinsätta Trândynastin, och en släkting till den siste kejsaren av Trândynastin tjänade som en galjonsfigur för rörelsen. Men inom ett par år så försvann denne ur bilden och Le Loi själv blev den självklare ledaren för revolten under beteckningen "den fredsstiftande kungen" (Binh Dinh Vuong).
Till en början var revolten inte alltid så framgångsrik. Le Loi kunde visserligen operera i Thanh Hoa-provinsen, men kunde de första 2-3 åren inte samla ihop tillräckligt med trupper för att kunna möta och besegra Mingarmén i strid. Därför förde han en form av gerillakrigföring mot den välorganiserade kinesiska armén.
1421 utspelar sig en berömd historia om hjältemodet hos en av Le Lois härförare Le Lai. Vid ett tillfälle under revoltens tidiga år var Le Lois armé omringad på en bergstopp. Le Lai drog upp en plan för att bryta belägringen och ge Le Loi och lejonparten av armén en möjlighet att fly undan. Han klädde sig i Le Lois kläder och utgav sig för att vara Le Loi och ledde en kamikaze-liknande kavalleriattack nerför slänten. Le Lai kämpade tappert men togs tillfånga och avrättades. Planen lyckades dock, eftersom Le Loi och resten av armén klarade sig undan.
1425 hade revolten spritt sig över hela Vietnam och den ursprungliga ockupationsarmén från Ming hade närmast utplånats. Den nye Mingkejsaren Xuande ville ha ett slut på kriget i Vietnam, men följde ändå sina rådgivares råd och sände en ny stor armé på runt 100 000 man till Vietnam. Detta var kineserna övertygade om att skulle räcka, men vid denna tid var Le Lois armé redan 350 000 man.
Den slutliga kampanjen började inte bra för kineserna. Le Lois trupper mötte Mingarmén i strid, men låtsades snabbt dra sig tillbaka. Den kinesiske generalen Liu Shan ledde sina trupper framåt och tappade kontakten med huvudstyrkan. Liu Shan tillfångatogs och avrättades av vietnameserna. Därefter lurades den kinesiska arméngenom falska meddelanden in i Hanoi där den omringades och utplånades i en serie strider. Det hävdas att den kinesiska armén förlorade upp mot 70 000 man.

## Regeringstid
Efter tio års strider återfick Vietnam sitt oberoende 1427, och Kina erkände officiellt Vietnam som en självständig stat. Le Loi antog namnet Lê Thái Tổ (黎太祖) och utropades som kejsare över Dai Viet (大越) (om än kung kanske hade varit en mer korrekt term för regenten av Vietnam). Han grundade formellt Ledynastin. Le Loi sände diplomatiska missiv till Minghovet och förklarade att Vietnam var en lojal vasallstat till Kina. Ming accepterade detta arrangemang och lät i princip Vietnam vara ifred de närmaste 500 åren.
Le Loi omorganiserade drastiskt det vietnamesiska styresskicket, med klara influenser från det konfucianska systemet som utvecklats under Tang- och Songdynastin. Han utnämnde också sina trogna kamrater och generaler som Nguyen Trai, Tran Nguyen Han, Le Sat, Pham Van Sao och Trinh Kha till höga officiella poster.
Le-regeringen återuppbyggde Vietnams infrastruktur: vägar, broar, kanaler med mera. De soldater som kämpat mot Mingdynastin belönades med mark. Det infördes en ny valuta och nya lagar och reformer infördes. Systemet att utse statstjänstemän genom examinationer återinfördes, och under Le Lois regeringstid hölls regelbundet examinationer.
1430-2 utkämpade Le Loi och hans armé en serie slag i bergsområdena väster om kustområdet. 1433 insjuknade Le Loi och hans hälsotillstånd försämrades snabbt. På sin dödsbädd utsåg han Le Sat som regent för sin andre son som skulle ta tronen efter honom under namnet Le Thai Tong.
Palatsintriger decimerade snabbt Le Lois betrodda rådgivare; Tran Nguyen Han och Pham Van Sao avrättades redan 1432 och Le Sat, som satt som regent i fem år, avrättades 1438. Nguyen Trai dödades 1442. Enbart Trinh Kha uppnådde en hög ålder och till och med han blev avrättad 1451.

## Le Loi - myten och legenden

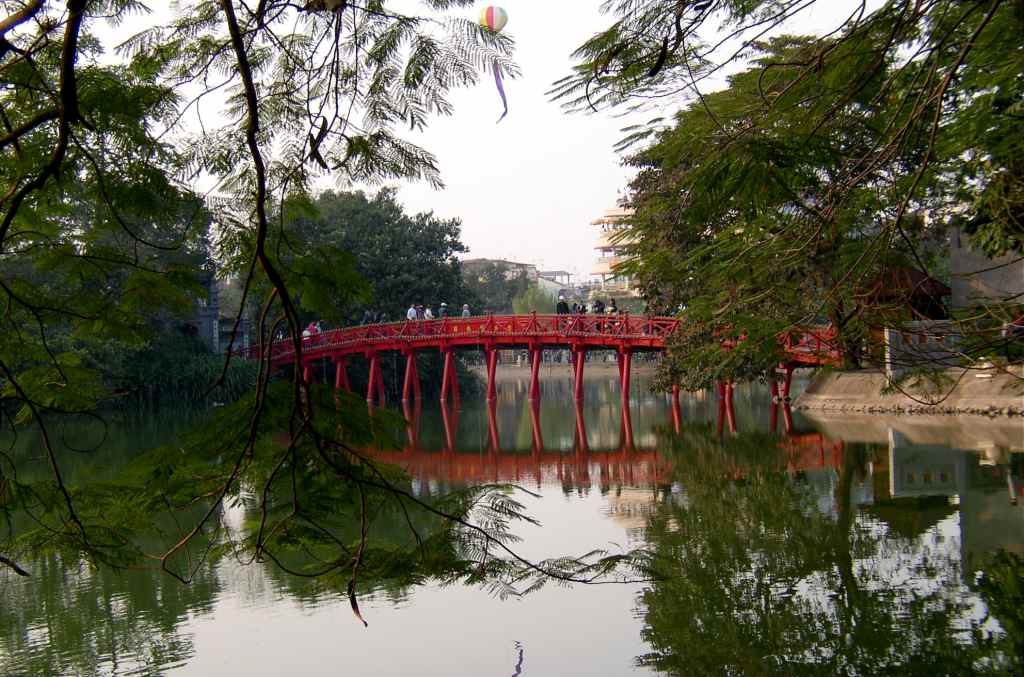
Det återbördade svärdets sjö i Hanoi där Le Loi enligt legenden återlämnade svärdet till den gyllene sköldpaddan.

Det finns många legender och historier om Le Loi. Den mest berömda historien rör hans magiska svärd. I likhet med historierna om kung Artur och hans svärd Excalibur hävdas det att Le Loi hade ett magiskt svärd med fantastiska kraftiga. En berättelse förtäljer hur han fick svärdet med inskriptionen 'Himlens vilja' (Thuan Thien) från en gyllene sköldpadda (Kim Qui 金龜) en halvgud hos lokalbefolkningen. Berättelserna säger att Le Loi blev mycket lång när han använde svärdet och att han då hade flera mäns styrka. Enligt andra berättelser så kom svärdsklingan och svärdshjaltet från olika platser, klingan fiskade upp ur en sjö och hjaltet skall Le Loi själv ha hittat.
Historier är dock i stort överens om vad som hände med svärdet: en dag, inte särskilt länge efter att kineserna att erkänt Vietnams självständighet, så var Le Loi ute på en båttur på en sjö i Hanoi. Plötsligt visade sig en stor sköldpadda och tog svärdet från Le Lois bälte och dök tillbaka ner i djupet. Svärdet och sköldpaddan kunde sedan inte återfinnas. Le Loi sade att svärdet hade återvänt till den gyllen sköldpaddan, och sjön fick namnet 
Det återbördade svärdets sjö och återfinns i Hanoi av idag.
Otaliga poem och sånger har skrivits om Le Loi, både under hans livstid och långt därefter. Le Loi anses vara den perfekta, rättvisa, visa och dugliga ledaren. Alla senare kungar i Vietnam jämfördes med honom, och de flesta ansågs vara sämre än han.
I varje stad i Vietnam är en av huvudgatorna uppkallade efter Le Loi, i Hanoi använder gatan dock hans kejsarnamn och heter Le Thai To-gatan.